# Closterocerus dimas
Closterocerus dimas är en stekelart som först beskrevs av Walker 1839.  Closterocerus dimas ingår i släktet Closterocerus, och familjen finglanssteklar. Arten är reproducerande i Sverige.